# Formica fatale
Formica fatale är en myrart som beskrevs av Christ 1791. Formica fatale ingår i släktet Formica och familjen myror. Inga underarter finns listade i Catalogue of Life.